# ヨハン・フィリップ・クリーガー
ヨハン・フィリップ・クリーガー（Johann Philipp Krieger, *1649年2月26日 ニュルンベルク - †1725年2月6日 ヴァイセンフェルス）は、ドイツ盛期バロック音楽の作曲家・オルガン奏者。高名ではなかったが、17世紀末から18世紀最初の四半世紀において、鍵盤楽曲やトリオ・ソナタ、オペラなどに質の高い作品を遺した。

## 生涯
少年時代にニュルンベルクの音楽家ヨハン・ドレクセルとヴィオラ・ダ・ガンバ奏者ヨアヒム・ガブリエル・シュッツより初期の音楽教育を受ける。しかしこの期間は、とりわけオルガン演奏に関して、オルガニストのパウル・ハインラインに影響を受けた。その後デンマークに移り、コペンハーゲンにて宮廷オルガニストのヨハネス・シュレーダーにオルガン演奏を、宮廷作曲家のカスパル・フェルスター2世に作曲を師事した。同時にペーター教会のオルガニストにも就任する。短期間の研修期間を終えると、コペンハーゲンの主要な教会でオルガニストとして活動を開始し、1667年ごろにはノルウェーのクリスチャニアのオルガニストに任命される。
帰国してバイロイトに行き、同地の辺境伯クリスティアン・エルンストの宮廷オルガニストとして活動を開始し、後に宮廷楽長にまで昇進する。フランス王国との戦争と、それに続く結果として王侯貴族の債務がかさみ、音楽活動の削減が余儀なくされるとクリーガーは解雇を余儀なくされた。
1673年にイタリアに行き、ヴェネツィアでヨハン・ローゼンミュラーに作曲を、ジョバンニ・バティスタ・ヴォルペにオルガン演奏を師事する。ローマではアントニオ・マリア・アバティーニとベルナルド・パスクィーニのもとで研鑚を重ねた。その後さらにヴェネツィア入りしてオペラを研究する。
1675年にウィーンにおいて、神聖ローマ皇帝レオポルト1世に御前演奏を行い、貴族に列せられる。その後バイロイトに戻り、短期間フランクフルトやカッセルを訪問するが、いずれにおいても就職の機会は得られなかった。1677年にザクセン＝ヴァイセンフェルス公国のハレにて、室内楽およびオルガンの演奏家に指名され、1678年に宮廷副楽長に、1680年に宮廷がヴァイセンフェルスに移されると宮廷楽長に任命された。ハレのロジーネ・ヘレネ・ニコライと結婚したことにより、ヘンデルの一族の縁戚となった。ヘンデルの音楽家としての才能を見出したのもヨハン・フィリップ・クリーガーであったと言い伝えられている。

## 人物
- クリーガーの作品は、今日ほとんど忘れ去られているが、生前に上演された声楽曲だけでも作品数は優に2000曲を超えている。
- 弟ヨハン・クリーガー（1651年 - 1735年）も作曲家である。